# Tagish Road
Die Tagish Road (auch bekannt unter der Bezeichnung Yukon Highway 8) ist eine 53 km lange, asphaltierte Straße im kanadischen Yukon-Territorium, welche Jake’s Corner am Alaska Highway mit Carcross am Klondike Highway verbindet. 
Rund 1,5 km von Jake’s Corner entfernt befindet sich das Ende der Atlin Road. Die kleine Siedlung Tagish ist etwa 19 km von Jake’s Corner entfernt.
Bis zur Fertigstellung des Alaska Highways im Jahre 1943 entlang des Marsh Lake war die Tagish Road ein Abschnitt des ursprünglichen Alaska Highways und wurde im Herbst 1942 eröffnet. Während vieler Jahre war eine lange Holzbrücke die einzige Möglichkeit, den Tagish River zu passieren. Mittlerweile wurde sie durch eine stabilere Brücke ersetzt, und auch die ersten 19 km der Straße wurden begradigt.